# Augustin Călin
Aurel Augustin Călin (Craiova, 5 agosto 1973) è un ex calciatore rumeno, di ruolo centrocampista.

## Carriera

### Club
Durante la sua carriera ha giocato con numerose squadre di club, tra cui anche la Steaua Bucarest

### Nazionale
Conta 2 presenze con la Nazionale rumena.

## Palmarès

### Club

#### Competizioni nazionali
- Coppa di Romania: 2

Univ. Craiova: 1992-1993
Steaua Bucarest: 1996-1997
- Campionato rumeno: 1

Steaua Bucarest: 1996-1997